# 青山茂
青山 茂（あおやま しげる、1924年5月9日 - 2013年11月6日）は、日本の新聞記者、評論家。帝塚山短期大学名誉教授。専門は日本文化史。

## 経歴
大阪府出身。旧制郡山中学校、旧制松山高等学校文科卒、1948年京都帝国大学法学部卒。1950年に毎日新聞社に入社し、奈良支局で11年間美術文化担当記者。大阪本社学芸部副部長、編集局部長を経て退社。1976年帝塚山短期大学教授。1995年定年、名誉教授。古都調査保存協力会長、奈良国立博物館評議員、飛鳥資料館運営協議会長。奈良学を提唱した。
2013年11月6日、肺炎のため死去。89歳没。

## 著書
- 『奈良』保育社〈カラーブックス〉1962年
- 『平城京時代』河出書房新社 1965年
- 『掘り出された奈良の都 平城京時代』河出書房新社 1976年
- 『大和歴史散策』（全4巻）保育社〈カラーブックス〉1979年 - 1980年
- 『大和寸感 奈良・大和路の昭和春秋』青垣出版 2005年

### 共著・編著
- 『大和古寺巡礼』川副武胤、平岡定海共著、社会思想社〈現代教養文庫〉1962年
- 『仏像』入江泰吉共著 保育社〈カラーブックス〉1966年
- 『奈良の年中行事』入江泰吉共著 保育社〈カラーブックス〉1968年
- 『東大寺』入江泰吉共著 保育社〈カラーブックス〉（奈良の寺シリーズ）1970年
- 『仏像』入江泰吉共著 保育社〈カラーブックスデラックス版〉1972年
- 『斑鳩の匠 宮大工三代』西岡常一共著 徳間書店 1977年、平凡社ライブラリー 2003年
- 『南都の匠 仏像再見』辻本干也共著 徳間書店 1979年
- 『正倉院の匠たち』（編）草思社 1983年
- 『木のこころ 仏のこころ』西岡常一、松久朋琳述（聞き手・青山）春秋社 1986年、新版1994年・2006年
- 『奈良の街道筋』沢田重隆絵 草思社 1989年 - 1991年

## 参考
- セブンネット